# Округ Брум (Њујорк)
Округ Брум (енгл. Broome County) је округ у америчкој савезној држави Њујорк. По попису из 2010. године број становника је 200.600.

## Демографија
Према попису становништва из 2010. у округу је живело 200.600 становника, што је 64 (0,0%) становника више него 2000. године.
| Група             | 2000.           | 2010.           |
| Белци             | 181.339 (90,4%) | 173.074 (86,3%) |
| Афроамериканци    | 6.575 (3,3%)    | 9.614 (4,8%)    |
| Азијати           | 5.585 (2,8%)    | 7.065 (3,5%)    |
| Хиспаноамериканци | 3.986 (2,0%)    | 6.778 (3,4%)    |
| Укупно            | 200.536         | 200.600         |